# 라오스 U-23 축구 국가대표팀
라오스 U-23 축구 국가대표팀은 라오스를 대표하는 23세 이하 축구 국가대표팀으로 현재까지 하계 올림픽과 AFC U-23 아시안컵 본선 경험은 전무하다.

## 국제 대회 경력

### 아시안 게임
아시안 게임에는 2번 출전하여 모두 조별리그에서 탈락했지만 2018년 대회 A조 조별리그 최종전에서 대만을 2-0으로 물리치면서 드디어 라오스 축구 역사상 아시안 게임 첫 승을 올렸다. 

### 동남아시아 경기 대회
동남아시아 경기 대회에는 10번 출전하여 이 중 홈에서 열린 2009년 대회에서 4위를 차지하며 사상 첫 U-23 국제 대회 4강 진출이라는 새 역사를 만들었다.

### 아세안 U-23 챔피언십
아세안 U-23 챔피언십에는 2번 참가하여 이 중 2022년 대회에서 4강에 오르며 2009년 동남아시아 경기 대회 이후 13년만에 동남아시아 축구 연맹 주관 대회에서 최고 성적을 거두었다.

## 주요 대회 성적

### AFC U-23 아시안컵
| 연도   | 결과      | 경기      | 승        | 무        | 패        | 득점      | 실점      |
| ------ | --------- | --------- | --------- | --------- | --------- | --------- | --------- |
| 2014년 | 예선 탈락 | 예선 탈락 | 예선 탈락 | 예선 탈락 | 예선 탈락 | 예선 탈락 | 예선 탈락 |
| 2016년 | 예선 탈락 | 예선 탈락 | 예선 탈락 | 예선 탈락 | 예선 탈락 | 예선 탈락 | 예선 탈락 |
| 2018년 | 예선 탈락 | 예선 탈락 | 예선 탈락 | 예선 탈락 | 예선 탈락 | 예선 탈락 | 예선 탈락 |
| 2020년 | 예선 탈락 | 예선 탈락 | 예선 탈락 | 예선 탈락 | 예선 탈락 | 예선 탈락 | 예선 탈락 |
| 합계   | 0/4       | 0         | 0         | 0         | 0         | 0         | 0         |

- 참고: AFC U-23 아시안컵이 올림픽 축구 아시아 지역 예선 역할을 한다.

## 같이 보기
- 라오스 축구 국가대표팀
- 라오스 여자 축구 국가대표팀